# اوسامو فوکوتانی
اوسامو فوکوتانی (انگلیسی: Osamu Fukutani؛ زادهٔ ۲ اوت ۱۹۶۷) کارگردان فیلم، و فیلم‌نامه‌نویس اهل ژاپن است.